# Repetición selectiva
La repetición selectiva (del inglés Selective Repeat) es un tipo de respuesta usado en control de errores.
En este tipo de respuesta ARQ se envían paquetes hasta que se recibe un NACK o hasta que se completa la ventana de transmisión definida; en ese momento se termina de enviar el paquete que estábamos transmitiendo y se reenvía el paquete que tenía errores; inmediatamente después se sigue enviando la información a partir del último paquete que se había enviado.
Este tipo de ARQ exige una memoria en el transmisor que sea capaz de almacenar tantos datos como los que puedan enviarse en un timeout (ventana de transmisión), ya que será el tiempo máximo de espera y esos datos deben reenviarse tras detectar un error. 
Otra de las exigencias de este tipo de ARQ es la numeración de los ACK's para poder distinguir a qué paquete de información están asintiendo.
Quizá el más molesto de todos los inconvenientes sea la recepción desordenada de la información, lo que obliga a mantener otra ventana en recepción para poder pasar los datos de manera ordenada a la capa superior en caso de recibir un paquete con errores.